# Skene Ronan

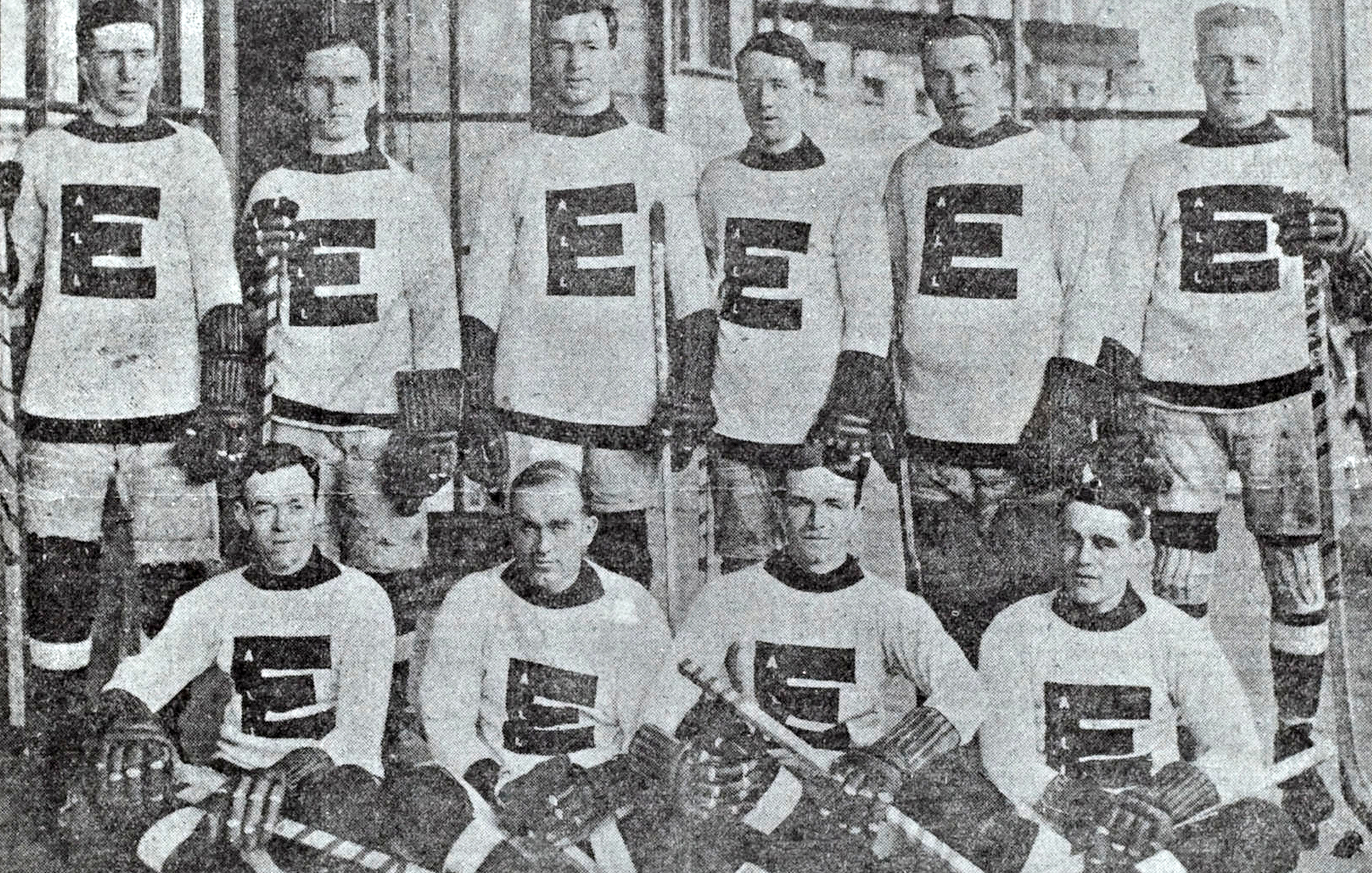
Skene Ronan, trea från höger i övre raden, med Eastern All Stars säsongen 1911–12.

Erskine Rockcliffe "Skene" Ronan, född 9 februari 1889 i Ottawa, Ontario, död 25 juni 1937, var en kanadensisk professionell ishockeyspelare.

## Karriär
Skene Ronan spelade för Haileybury Comets, Renfrew Creamery Kings, Ottawa Senators, Toronto Shamrocks, Toronto Blueshirts och Montreal Canadiens i NHA åren 1909–1916. Säsongen 1918–19 spelade han även 11 matcher i NHL för Ottawa Senators. NHA-säsongen 1911–12 gjorde Ronan 35 mål för Ottawa Senators vilket var flest av alla spelare i ligan.
Säsongen 1915–16, som medlem av Montreal Canadiens, arresterades Ronan av polis efter en match mot sin tidigare klubb Toronto Blueshirts, men släpptes senare mot en borgensumma på 200 dollar, sedan han gjort sig skyldig till ett överfall på Toronto Blueshirts forward Alf Skinner.
Skene Ronan vann Stanley Cup med Montreal Canadiens 1916 sedan Canadiens besegrat Portland Rosebuds från PCHA med 3-2 i matcher i finalserien. Ronan gjorde ett av Canadiens mål i den femte och avgörande matchen som laget vann med 2-1.

## Statistik
UOVHL = Upper Ottawa Valley Hockey League, WPHL = Western Pennsylvania Hockey League, TPHL = Timiskaming Professional Hockey League, Trä. = Träningsmatcher
| 1906–07    | Pembroke Lumber Kings  | UOVHL       | 1   | 1   | 0  | 1   | 0   | – | – | – | – | – |
| 1907–08    | Ottawa Primrose        | OCHL        | 8   | 15  | 0  | 15  | –   | – | – | – | – | – |
| 1908–09    | Pittsburgh Bankers     | WPHL        | 8   | 5   | 0  | 5   | –   | – | – | – | – | – |
| 1908–09    | Toronto Professionals  | OPHL        | 7   | 4   | 0  | 4   | 4   | – | – | – | – | – |
| 1908–09    | Haileybury Hockey Club | TPHL        | 5   | 6   | 0  | 6   | 7   | 2 | 1 | 0 | 1 | 6 |
| 1910       | Haileybury Comets      | NHA         | 11  | 3   | 0  | 3   | 21  | – | – | – | – | – |
| 1910–11    | Renfrew Creamery Kings | NHA         | 5   | 3   | 0  | 3   | 9   | – | – | – | – | – |
| 1911–12    | Ottawa Senators        | NHA         | 18  | 35  | 0  | 35  | 5   | – | – | – | – | – |
|            | NHA All-Stars          | Trä.        | 3   | 2   | 0  | 2   | 0   | – | – | – | – | – |
| 1912–13    | Ottawa Senators        | NHA         | 20  | 18  | 0  | 18  | 39  | – | – | – | – | – |
| 1913–14    | Ottawa Senators        | NHA         | 19  | 18  | 5  | 23  | 65  | – | – | – | – | – |
| 1914–15    | Toronto Shamrocks      | NHA         | 18  | 21  | 4  | 25  | 55  | – | – | – | – | – |
| 1915–16    | Toronto Blueshirts     | NHA         | 9   | 0   | 3  | 3   | 8   | – | – | – | – | – |
|            | Montreal Canadiens     | NHA         | 8   | 6   | 4  | 10  | 14  | – | – | – | – | – |
|            | Montreal Canadiens     | Stanley Cup | –   | –   | –  | –   | –   | 2 | 1 | 0 | 1 | 0 |
| 1916–17    | Ottawa Munitions       | OCHL        | –   | –   | –  | –   | –   | – | – | – | – | – |
| 1917–18    | Ottawa Munitions       | OCHL        | –   | –   | –  | –   | –   | – | – | – | – | – |
| 1918–19    | Ottawa Senators        | NHL         | 11  | 0   | 0  | 0   | 6   | – | – | – | – | – |
| NHA totalt | NHA totalt             | NHA totalt  | 108 | 104 | 16 | 120 | 216 | – | – | – | – | – |
| NHL totalt | NHL totalt             | NHL totalt  | 11  | 0   | 0  | 0   | 6   | – | – | – | – | – |

Statistik från hockey-reference.com och hhof.com